# Лента (спортивный снаряд)

Пиктограмма ленты

Лента — предмет в художественной гимнастике. Состоит из палочки и самой ленты.
- Палочка цилиндрической или конической формы, изготавливается, в основном, из оргстекла или пластика (ранее — из дерева). Произвольного цвета, длина 50-60 см.
- Лента изготавливается из атласной ткани.
- Длина ленты — 6 м у сеньорок (гимнасток старше 16 лет), у юниорок — 5 м. Произвольного цвета, может быть как однотонной, так и разрисованной в любые цвета.
- Палочка и лента соединяются с помощью тонкого металлического карабина. Такое крепление не самое надёжное, известны случаи, когда оно ломалось прямо во время выступления — в 2003 году у Анны Бессоновой, в 2010 у Мелитины Станюты и в 2018 у Авериной Арины.

В упражнениях с лентой, согласно правилам Международной федерации гимнастики, преобладают повороты (вращения) и прыжки. Основные элементы, выполняемые лентой — круги (большие и малые), спирали, змейки, гребни, «отбивы» палочки и броски.

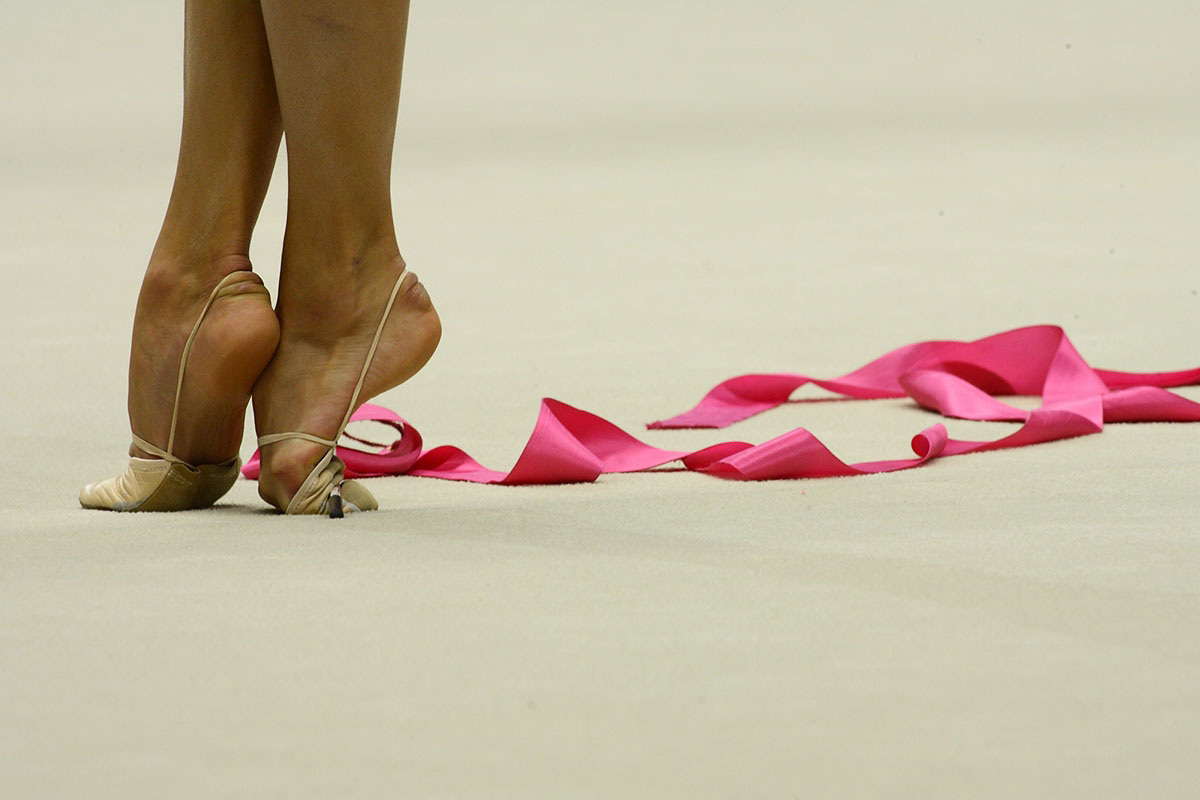
Гимнастическая лента
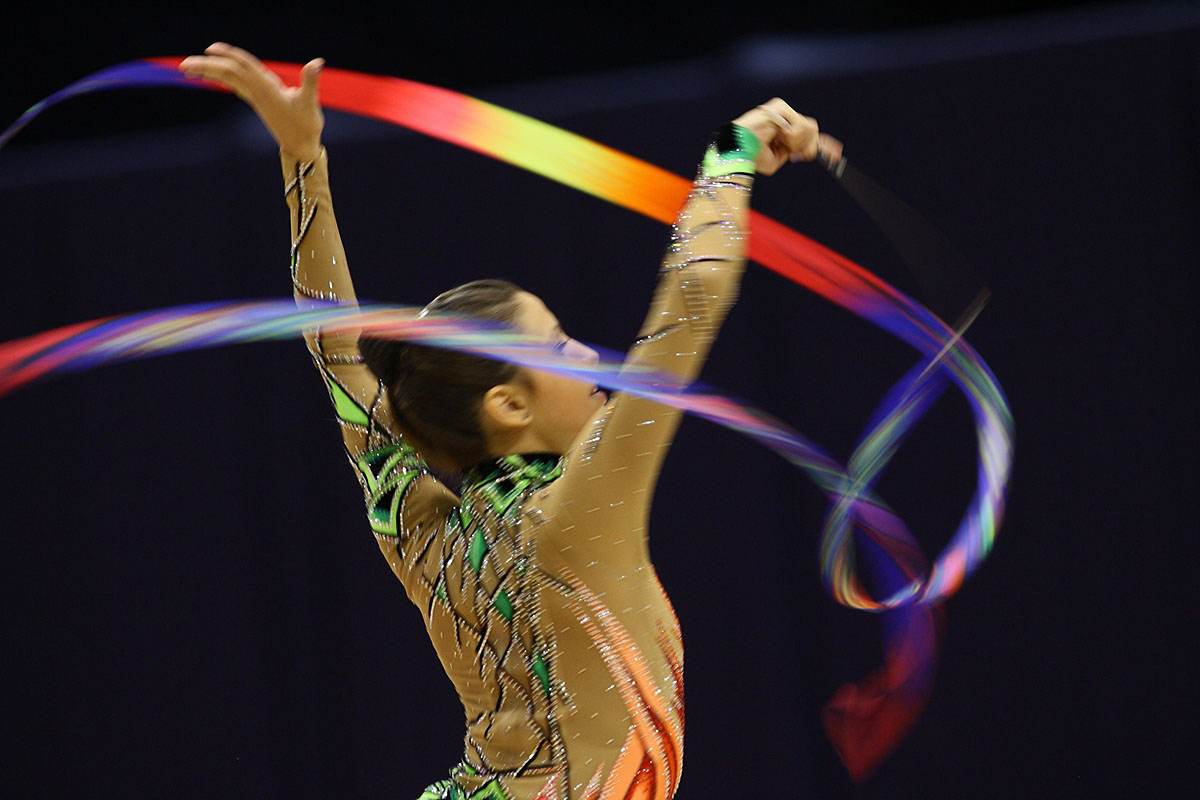
Гимнастка с лентой
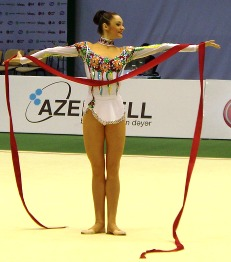
Анна Бессонова с лентой, 2009
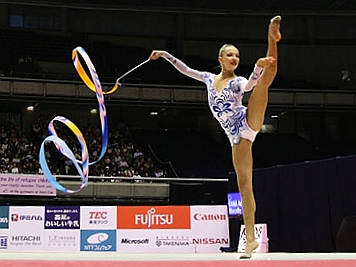
Мелитина Станюта с лентой
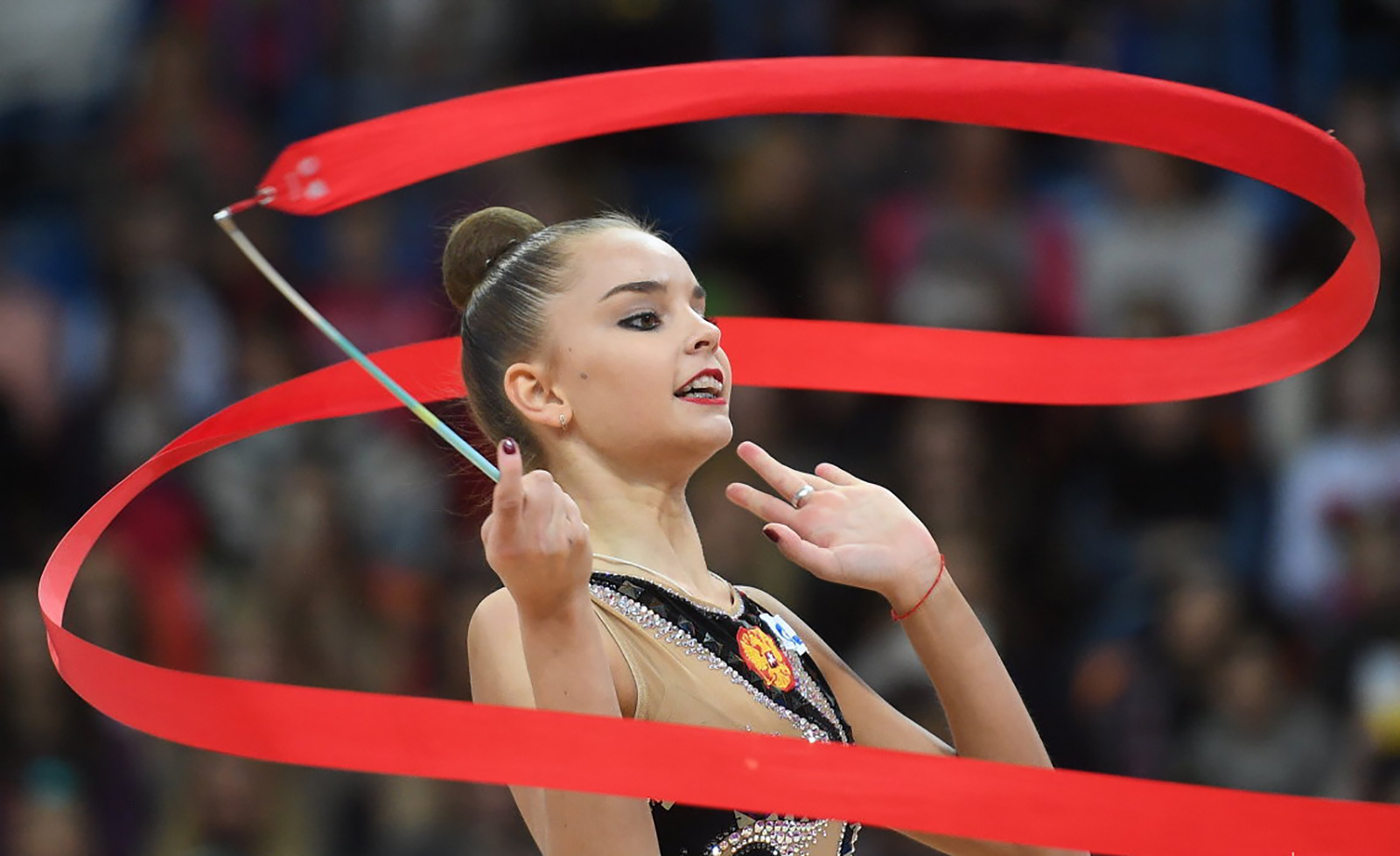
Дина Аверина с лентой, на гран-при Москвы 2017